# Gillett Grove (Iowa)
Gillett Grove es una ciudad ubicada en el condado de Clay en el estado estadounidense de Iowa. En el Censo de 2010 tenía una población de 49 habitantes y una densidad poblacional de 98,54 personas por km².

## Geografía
Gillett Grove se encuentra ubicada en las coordenadas 43°0′57″N 95°2′11″O / 43.01583, -95.03639. Según la Oficina del Censo de los Estados Unidos, Gillett Grove tiene una superficie total de 0.5 km², de la cual 0.5 km² corresponden a tierra firme y (0%) 0 km² es agua.

## Demografía
Según el censo de 2010, había 49 personas residiendo en Gillett Grove. La densidad de población era de 98,54 hab./km². De los 49 habitantes, Gillett Grove estaba compuesto por el 97.96% blancos, el 0% eran afroamericanos, el 0% eran amerindios, el 0% eran asiáticos, el 0% eran isleños del Pacífico, el 0% eran de otras razas y el 2.04% pertenecían a dos o más razas. Del total de la población el 0% eran hispanos o latinos de cualquier raza.